# Dariusz Rott
Dariusz Mirosław Rott (ur. 23 maja 1965) – polski literaturoznawca,  kulturoznawca i medioznawca, profesor nauk humanistycznych, nauczyciel akademicki Uniwersytetu Śląskiego w Katowicach. W różnych formach zatrudnienia pracował również w Akademii Ignatianum w Krakowie, Wyższej Szkole Humanitas w Sosnowcu, Wyższej Szkoły Pedagogicznej ZNP w Warszawie, Wyższej Szkoły Zarządzania Ochroną Pracy w Katowicach, Uniwersytecie Ekonomicznym w Katowicach, Wyższej Szkole Informatyki i Zarządzania w Rzeszowie, Wyższej Szkole Biznesu w Dąbrowie Górniczej i Akademii Techniczno-Humanistycznej w Bielsku-Białej. Pełnił funkcje prorektora, dyrektora i zastępcy dyrektora instytutów, kierownika zakładu i pracowni.

## Kariera naukowa
Jest absolwentem studiów magisterskich na kierunku filologia polska, na Uniwersytecie Śląskim (UŚ) w Katowicach z 1989 r., gdzie uzyskał dyplom z wyróżnieniem na podstawie pracy Staropolskie relacje z podróży. "Opisanie wyspy Islandyji" Daniela Vettera. Od 1 listopada 1998 r. był zatrudniony na stanowisku asystenta-stażysty w Instytucie Nauk o Literaturze Polskiej na UŚ, a w latach jako 1989–1995 asystent w tymże Instytucie. W 1994 r. na Wydziale Filologicznym UŚ obronił doktorat z zakresu nauk humanistycznych na podstawie rozprawy Staropolskie chorografie. Początki-rozwój-przemiany gatunku, a następnie w 2003 r. uzyskał habilitację. Był również stażystą w Instytucie Filologii Polskiej Wyższej Szkoły Pedagogicznej (WSP) w Krakowie w 1994 r., a w latach 1995–2005 był zatrudniony na stanowisku adiunkta w Instytucie Nauk o Literaturze Polskiej Uniwersytetu Śląskiego. W 2005 r. został prof. nadzwyczajnym UŚ, a od 2008 r. jest profesorem tytularnym w zakresie nauk humanistycznych.
Wypromował dziewięcioro doktorów, m.in. Michała Kaczmarczyka.
Pełnił szereg funkcji administracyjnych na UŚ, w tym w latach 1995–1997 był sekretarzem rektora Uniwersytetu Śląskiego, w latach 1996–2003 rzecznikiem prasowym UŚ, a także członkiem rady Wydziału Filologicznego i Senatu UŚ.
Od maja 2014 r. do maja 2015 r. był redaktorem naczelnym miesięcznika „Śląsk".
W 2007 r., w uznaniu ekumenicznego wkładu, Kapituła "Nagrody Róży Lutra", w postaci Rady Diecezjalnej Diecezji Katowickiej Kościoła Ewangelicko-Augsburskiego w RP, przyznała prof. Dariuszowi Rottowi – "Honorową Nagrodę Róży Lutra". W 2012 r. za całokształt badań naukowych otrzymał I Nagrodę i Medal Zygmunta Glogera (przyznane przez Ministerstwo Kultury i Dziedzictwa Narodowego i Narodowe Centrum Kultury).
Jest przewodniczącym Rady Uczelni Uniwersytetu Komisji Edukacji Narodowej, która, zgodnie ze swoimi uprawnieniami, nie zaopiniowała pozytywnie w wyborach rektorskich Piotra Trojańskiego , co wywołało krytykę w  mediach. Uczelniana Komisja Wyborcza UKEN negatywnie rozpatrzyła wszystkie protesty wyborcze. Jedynym kandydatem po tej decyzji został dotychczasowy rektor Piotr Borek, który niewielką przewagą głosów został ostatecznie wybrany na drugą kadencję. Jednakże  2 lipca 2025 roku  Minister Nauki i Szkolnictwa Wyższego, dr inż. Marcin Kulasek, podjął decyzję o odwołaniu prof. dr. hab. Piotra Borka z funkcji rektora Uniwersytetu Komisji Edukacji Narodowej w Krakowie.

## Członkostwo w organizacjach i towarzystwach
- Rada Główna Nauki i Szkolnictwa Wyższego
- Komisja Historycznoliteracka PAN, Oddział w Katowicach
- Towarzystwo Literackie im. Adama Mickiewicza, Oddział w Katowicach
- Stała Komisja do Oceny Podręczników Szkolnych PAU
- Stowarzyszenie Dziennikarzy RP
- Polskie Towarzystwo Komunikacji Społecznej
- Górnośląskie Towarzystwo Literackie
- Społeczne Towarzystwo Edukacyjne w Katowicach

## Odznaczenia
- Srebrny Krzyż Zasługi
- Medal Komisji Edukacji Narodowej
- Brązowy Medal „Zasłużony Kulturze Gloria Artis” (2020)[16]